# Better Days (Bruce Springsteen)
Better Days is een nummer van de Amerikaanse rockzanger Bruce Springsteen uit 1992. Het is de eerste single van zijn tiende studioalbum Lucky Town.
Het nummer werd een bescheiden hitje in Amerika en een aantal Europese landen. In de Amerikaanse Billboard Hot 100 haalde het de 16e positie. In de Nederlandse Top 40 haalde het een bescheiden 21e notering, en in de Vlaamse Radio 2 Top 30 de 15e.
E Street Band: Bruce Springsteen · Roy Bittan · Nils Lofgren · Patti Scialfa · Garry Tallent · Steven Van Zandt · Max Weinberg
Jake Clemons · Charles Giordano · Soozie Tyrell
Voormalige leden: Ernest Carter · Clarence Clemons · Danny Federici · Vini Lopez · David Sancious
Voormalige tourmuzikanten:
Everett Bradley · Barry Danielian · Clark Gayton · Curtis King · Suki Lahav · Ed Manion · The Miami Horns · Cindy Mizelle · Michelle Moore · Tom Morello · Curt Ramm · Jay Weinberg